# Аполонид Олинтски
Аполонид Олинтски (на старогръцки: Ἀπολλωνίδης ο Ολύνθιος) е древногръцки военачалник от Олинт от IV век пр. Хр.
Аполонид е военачалник, който използвал своето влияние в Олинт срещу Филип II Македонски. Македонският цар чрез интригите на своите агенти в града успял да убеди народа да изпрати Аполонид в изгнание. Аполонид заминава за Атина, където е удостоен с атинско гражданство, но тъй като се показал недостоен, то по-късно му е отнето.